# Прапор Тернопільського району
Хору́гва Терно́пільського райо́ну — квадратне чорне полотнище з червоним уширеним хрестом, на якому жовтий нитяний хрест. Поверх усього покладений червоний щиток із білою облямівкою, на якому дві обернених одна до одної білі зчеплені коси вістрями догори, увінчані білим уширеним п'ятираменним хрестом.
Прапор внесений до Геральдичного Матрикула 26 жовтня 2008 року під № 18.